# Église Sainte-Anne de Boulbon
L'église Sainte-Anne est une église catholique située à Boulbon, en France.

## Localisation
L'église est située dans le département français des Bouches-du-Rhône, sur la commune de Boulbon.

## Historique
L'édifice est classé au titre des monuments historiques en 1980.